# Vladimir Tismăneanu
Vladimir Tismăneanu (* 4. Juli 1951 in Brașov) ist ein rumänischer Politologe, der heute in den USA lebt und als Professor an der University of Maryland, College Park tätig ist. Darüber hinaus ist er Vorsitzender der „Präsidialkommission zur Analyse der kommunistischen Diktatur in Rumänien“.

## Leben
Vladimir Tismăneanu ist jüdischer Abstammung und der Sohn der ehemals militanten Kommunisten und Kämpfer im Spanischen Bürgerkrieg, Leonte Tismăneanu (geboren als Leonid Tisminețki) und Hermine Marcusohn. Er besuchte das Lyzeum Nr. 24 (heute: Jean Monnet) in Bukarest, wo er als Klassenkollege von Nicu Ceaușescu, dem jüngsten Sohn des Diktators Nicolae Ceaușescu, sowie anderen Nachkommen der kommunistischen Nomenklatura die Vorzüge des Systems genießen durfte.
Nach seinem Abschluss an der philosophischen Fakultät der Universität Bukarest, auf der er sich auf das Gebiet Soziologie spezialisiert hatte, war Tismăneanu in der Zeit von 1974 bis 1981 bei einem Unternehmen in Bukarest als Soziologe beschäftigt. Anlässlich eines touristischen Besuches in Spanien 1981 nutzte er die Gelegenheit, Rumänien zu verlassen. Nach einem Kurzaufenthalt in Venezuela siedelte er sich 1982 in den USA an, wo er seine universitäre Laufbahn begann. 
Nach dem Sturz der kommunistischen Diktatur des Nicolae Ceaușescu in Rumänien wurde Tismăneanu zum Vorsitzenden der „Präsidialkommission zur Analyse der kommunistischen Diktatur in Rumänien“ berufen. Wegen der kommunistischen Vergangenheit des Vaters stieß dies auf heftige Widerstände seitens ehemaliger Kämpfer gegen die Diktatur, wie zum Beispiel Paul Goma. Allerdings war der Vater kein Exponent des Systems, sondern wurde zweimal unter der Anschuldigung des „Fraktionismus zu Gunsten Moskaus“ vorübergehend aus der Partei ausgeschlossen. 
Zurzeit ist Vladimir Tismăneanu auch in der rumänischen Politik aktiv, wo er sich für die Eröffnung eines Museums zum Gedenken an die Opfer des Kommunismus einsetzt. Eine entsprechende Eingabe wurde allerdings wegen Geldmangels mit großer Mehrheit vom rumänischen Parlament abgelehnt.